# 明治神宮外苑競技場
明治神宮外苑競技場（めいじじんぐうがいえんきょうぎじょう、Meiji Jingu Gaien Stadium）は、東京・青山の明治神宮外苑内に1924年（大正13年）に完成し、1957年（昭和32年）に取り壊された陸上競技場で、翌1958年（昭和33年）に完成、2015年（平成27年）に取り壊された旧国立競技場の前身にあたる施設。近代日本における最初の大規模スタジアムであった。

## 施設概要
設計は内務省明治神宮造営局技師小林政一である。小林は世界の有名なスタジアムを参考にし、当時として最新鋭の設備を備えた。基本構造は南北方向に配置されたトラックと西側に設置されたメインスタンドであった。メインスタンドの両端には塔が立てられ、北側の塔には大時計がついていた。よく「明治神宮外苑競技場はストックホルム・スタディオン」(1912年完成)を範として建築」されたといわれることがあるが、後藤健生はこれを俗説であるとする。その理由として、設計においてさまざまなスタジアムを参考にしていることを小林自身が著作『明治神宮外苑工事に就て』の中で述べている点、さらに二つのスタジアムの共通点であるとされるメインスタンドの塔（時計塔）が、実際にはウェンブリースタジアムなどにみられるように当時の世界のスタジアム建築での流行であったことをあげている。
楕円形のトラックは一周400メートル、メインスタンド側の直線部分を延長して200ｍの直線コースをとっていた。この部分は幅12mで9レーンがとれた。それ以外の部分の幅が10メートルであった。トラック内のフィールドはサッカーとラグビーおよびホッケーでの使用を想定し、長さ160．58ｍ、幅67.39ｍで芝生が植えられていた。跳躍や投擲といった陸上種目のスペースはトラックの端の半円形部分に設置された。
メインスタンドは鉄筋コンクリート造りで中央に特別席を備え、二十六段の一般観覧席に13400人の観客を収容できた。スタンド内部には事務室や選手控室、記者室、食堂があった。さらにメインスタンド以外の芝生席に二万人の観客を収容した。

## 歴史

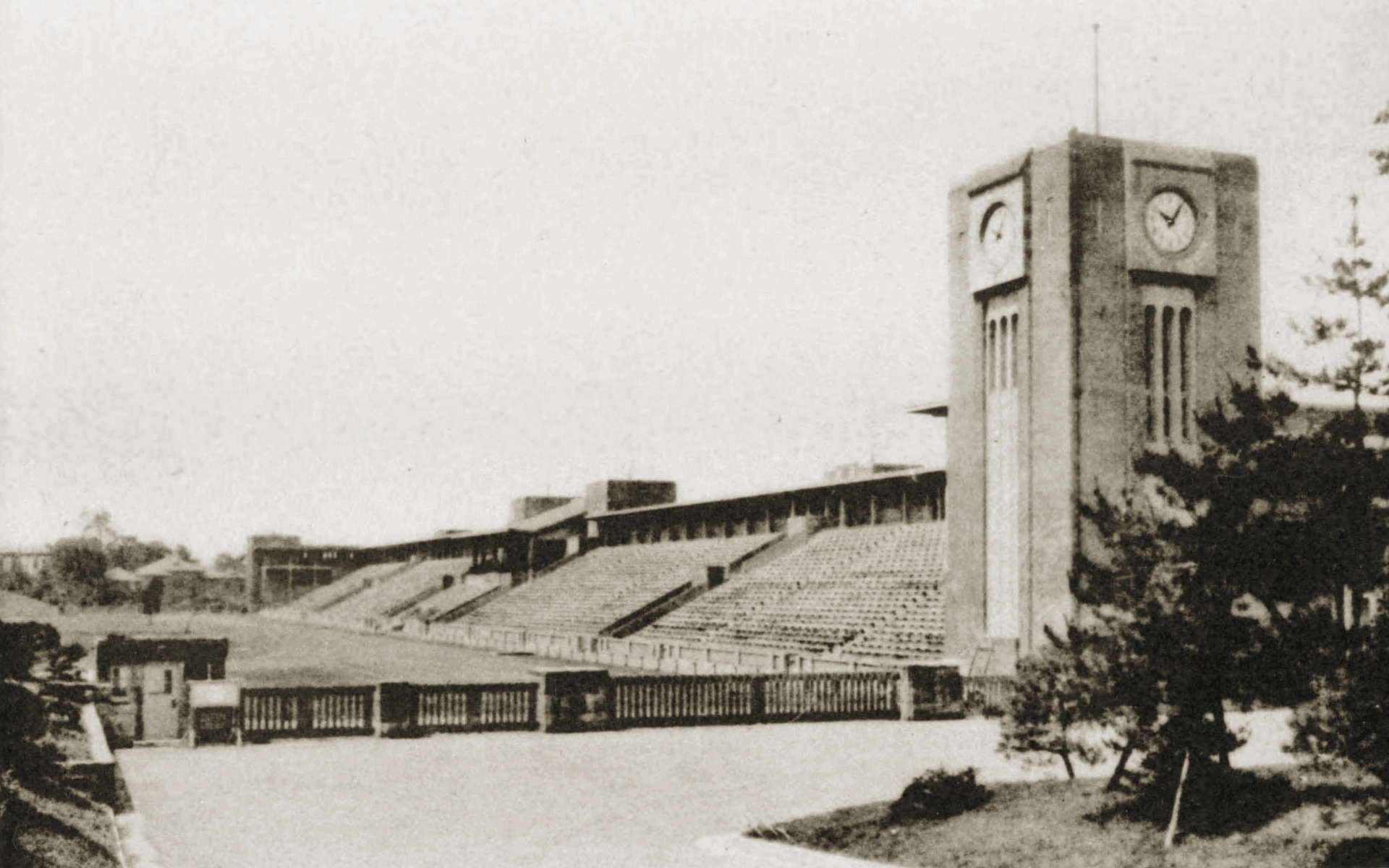
競技場外観

明治天皇の崩御後、東京市では市内に明治天皇を祀る神宮を創建することを決定し、代々木に内苑、青山（旧青山練兵場）に外苑がつくられることになった。その外苑に競技場が建設されることになるきっかけは1914年5月に東京市長（当時）の阪谷芳郎が大日本体育協会会長（当時）の嘉納治五郎と共に日本YMCAの代表団と会談し、アメリカにおけるスポーツ行政の話に関心を抱いたことにあった。阪谷は東京市内に欧米式の公園とそれに伴う本格的な競技場を建設するというアイデアを思いつき、それを外苑整備のプランと合わせることで現実化した。
1915年に明治神宮外苑造営のために「明治神宮奉賛会」が結成され、造営局に外苑の設計と施工を依頼した。1922年11月9日に定礎式が行われるも、翌1923年9月1日の関東大震災によって工事は中断される。その後、工事が再開され、なんとか完成にこぎつけた。総工費は当時の金額で726万円であった。
1924年10月25日に明治神宮外苑競技場の竣工式が行われ、10月30日から11月3日にかけて内務省の主催によって第一回明治神宮競技大会が行われた。明治神宮競技大会は1926年の第三回以降は明治神宮体育会の主催になり、名称が「明治神宮体育大会」に変わった。以後、1927年の第四回大会から1939年の第十回大会まで隔年で行われた。1939年以降は厚生省の主催で「明治神宮国民体育大会」の名称で毎年行われるようになり、最終的に1942年・1943年に「明治神宮国民錬成大会」の名称になってその歴史に幕を閉じた。

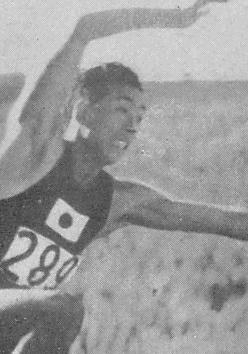
南部忠平

1930年5月には第二次世界大戦前のアジアでの最大のスポーツイベントである極東選手権大会（第九回大会）が神宮外苑競技場をメイン競技場として行われた。フィリピン、中国、日本を中心にフランス領インドシナ、オランダ領東インドなど総勢1800人の選手が参加した。競技種目はサッカー、野球、バスケットボール、バレーボール、テニス、陸上、水泳などであった。東京での極東選手権大会は観衆の熱狂をもって迎えられ、最終的にのべ50万人の観衆を動員した。陸上の吉岡隆徳、南部忠平の活躍やサッカー決勝の日本対中国戦、野球決勝での日本対フィリピン戦などが人気を博した。
1931年の柳条湖事件をきっかけに日本をめぐる国際情勢が急速に悪化していくが、1936年のIOC総会で1940年のオリンピックがアジアで初めて東京で行われることが決まった。ところがメインスタジアムの場所をめぐって東京市と大日本体育協会などの思惑が交錯し、紛糾する。東京市は「埋立地案」（現在の晴海付近）を、大日本体育協会は「明治神宮外苑競技場案」を推していた。その後、議論は二転三転し1937年に「外苑競技場改修」が決定するも、これを覆して最終的に駒沢に新競技場を建設するということで決着した。しかし、戦争の近づく国際情勢の中で1938年7月に返上が決定するも、欧州での戦争勃発のため、1940年のオリンピック大会が行われることはなかった。

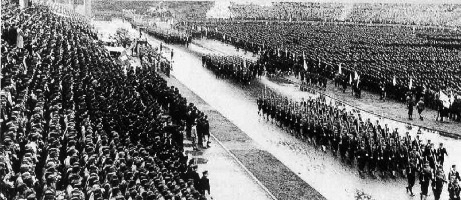
明治神宮外苑競技場での出陣学徒壮行会（1943年）左側がメインスタンド

1943年10月21日には明治神宮外苑競技場で文部省学校報国団本部の主催による「出陣学徒壮行会」が行われ、強い雨の中で出陣学徒25000人が競技場内を行進した。
1944年に入ると競技場を含む外苑全体が軍の施設となり、1945年5月25日の空襲では競技場も爆撃を受け、場内に大量に備蓄されていた薪炭が三日にわたって燃えつづけた。

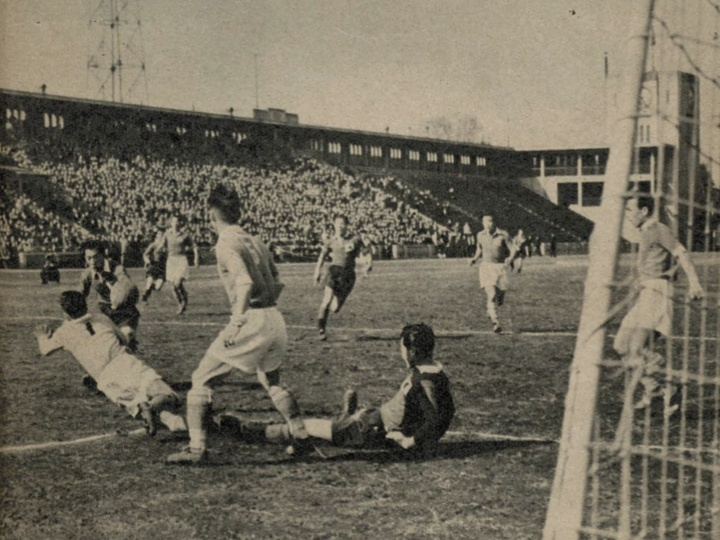
1954 FIFAワールドカップ・アジア予選における日韓戦（1954年3月14日）

終戦後、明治神宮外苑一帯が進駐軍によって接収されると、外苑競技場も照明設備の設置などの改修を受け、「ナイル・キニック・スタジアム」という名称で呼ばれることになる。進駐軍による接収は1952年まで続いたが、その間も日本人の利用は行われていた。1950年10月1日に早慶サッカー定期戦が日本初のサッカーのナイトゲームとして行われた 1949年に第4回国民体育大会の陸上競技および閉会式が外苑競技場で行われている。
数々の名勝負の舞台となった外苑競技場の最後の熱戦ともいうべきものが、1953年3月7日および14日に行われた1954 FIFAワールドカップ・予選の日本対韓国の2試合であった。本来ホーム&アウェイでおこなうべき試合が、韓国側の日本選手団の入国拒否という措置のために日本で行われた。が、降雪後という劣悪なピッチ状況での試合は日本が長沼健のシュートで先制したものの、5対１で韓国の逆転勝ち、一週間後の第二試合は好天に恵まれたが2対2の引き分けで戦後初の日韓対決を韓国が制し、W杯初出場を手にした。

1954年にアジア競技大会が東京で開催されることが決まると、外苑競技場を取り壊して新たに国立競技場を建設することが決定した。1957年1月10日から4月にかけて明治神宮外苑競技場は取り壊された。

## 年表

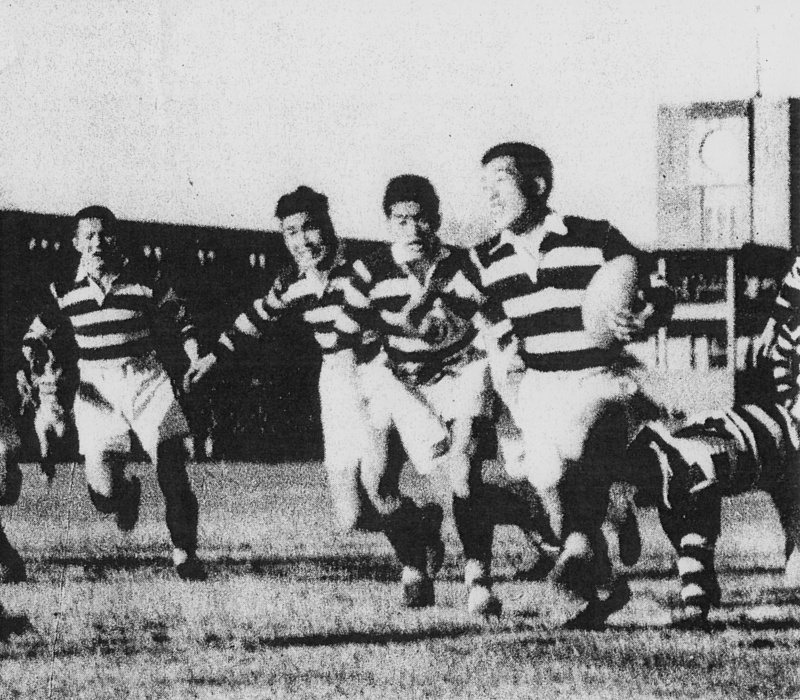
関東大学ラグビー早明戦（1937年12月5日）

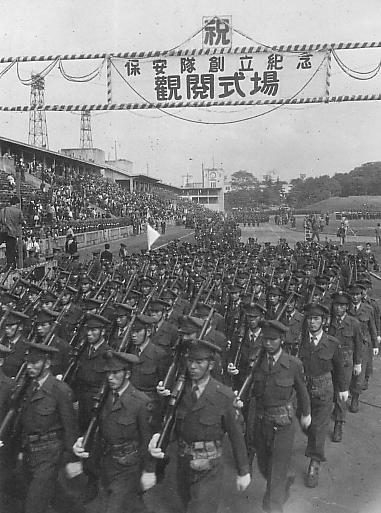
神宮外苑競技場での保安隊観閲式（1952年）

- 1915年 - 明治神宮奉賛会設立（5月1日）。
- 1917年 - 明治神宮奉賛会が明治神宮造営局に外苑の設計・施工を依頼（2月）。
- 1919年 - 明治神宮外苑競技場の設計が終了（8月）。
- 1922年 - 定礎式（11月9日）
- 1923年 - 関東大震災により一時工事中止（翌年再開）
- 1924年 - 明治神宮外苑競技場竣功式（10月25日）。第1回明治神宮競技大会開催（10月30日～11月3日）
- 1930年 - 第9回極東選手権大会開催（5月24日～31日）。
- 1931年 - 第六回明治神宮体育大会において織田幹雄（三段跳び）と南部忠平（走り幅跳び）が世界新記録を樹立（10月27日）。
- 1934年 - 日本で初めてのアメリカンフットボールの公式試合（日本学生選抜対横浜外国人チーム）が行われる（11月29日）。
- 1936年 - ベルリンでのIOC総会で1940年国際オリンピック大会の東京開催が決定。
- 1937年 - 明治神宮奉賛会解散（4月19日）。
- 1940年 - 紀元二千六百年奉祝東亜競技大会（6月5日～9日）
- 1943年 - 出陣学徒壮行会（10月21日）
- 1945年 - 進駐軍により接収。「ナイルキニック・スタジアム」と呼称される。
- 1952年 - 接収解除。明治神宮が神宮外苑とあわせ宗教法人となる。
- 1952年 - 保安隊発足、観閲式が神宮外苑競技場で行われる（10月15日）。
- 1952年 - 明治神宮外苑競技場大改修。日本で初めてアンツーカー舗装を行う。
- 1953年 - サッカー、1954 FIFAワールドカップ・予選、日本対韓国戦が行われるも一分一敗で日本が敗退（3月7日、14日）。
- 1954年 - アジア大会の東京開催決定をうけ、衆議院で国立競技場建設決議（12月20日）。
- 1956年 - 外苑競技場惜別奉告祭（11月25日）。国立競技場起工式（12月28日）。
- 1957年 - 明治神宮外苑競技場解体（1月～4月）
- 1958年 - 国立競技場（国立霞ヶ丘陸上競技場）完成（3月30日）

以後は、国立霞ヶ丘競技場陸上競技場の項を参照。